# Życzenie śmierci 2
Życzenie śmierci 2 (ang. Death Wish II) – amerykański film sensacyjny z 1982 roku w reżyserii Michaela Winnera. Jest to pierwsza z czterech kontynuacji Życzenia śmierci z 1974 z Charlesem Bronsonem wcielającym się w rolę samotnego mściciela Paula Kerseya. Tym razem na ekranie Bronsonowi partneruje Jill Ireland, która była prywatnie jego żoną.

## Fabuła
Paul Kersey po tragicznych przeżyciach przenosi się wraz z córką do Los Angeles. Ma nowy dom, pracę i nawiązuje znajomość z dziennikarką radiową Geri Nichols. Jednak jego spokój nie trwa długo, bo pewnego dnia grupa chuliganów próbuje go obrabować. Następnie napadają na jego dom, a w czasie ataku gwałcą i mordują gosposię Paula i porywają jego córkę. Niebawem okazuje się, że Carol nie żyje. Kersey znów postanawia wyruszyć na ulice, by jako samotny „Mściciel” wymierzyć sprawiedliwość przestępcom. Sprawą zaczyna się interesować policja z Nowego Jorku, a inspektor Ochoa jest pewien, że to Paul działa w Los Angeles jako „Mściciel”.

## Obsada
- Charles Bronson – Paul Kersey
- Jill Ireland – Geri Nichols
- Vincent Gardenia – inspektor Frank Ochoa
- Ben Frank – porucznik Mankiewicz
- Robin Sherwood – Carol Kersey
- Silvana Gallardo – Rosario
- Thomas F. Duffy – Charles Wilson "Nirvana"
- Kevyn Major Howard – Stomper
- Laurence Fishburne – Cutter
- Stuart K. Robinson – Jiver
- E. Lamont Johnson – Punkcut
- Michael Prince – Elliott Cass
- Anthony Franciosa – komisarz Herman Baldwin
- J.D. Cannon – prokurator okręgowy
- Drew Snyder – komendant Hawkins
- Robert F. Lyons – Fred McKenzie
- Don Dubbins – Mike
- Charles Cyphers – Donald Kay, pielęgniarz
- Steffen Zacharias – dr Clark
- Paul Comi – senator McLean
- Don Moss – taksówkarz
- Jim Begg i Melody Santangello – małżeństwo napadnięte na parkingu